# 角間温泉 (上田市)
角間温泉（かくまおんせん）は、長野県上田市真田町にある山あいの温泉。真田一族の隠し湯として知られる。
なお、長野県内に角間温泉は2ヶ所存在する。もう一つは山ノ内町にある湯田中渋温泉郷の一角を占める角間温泉である。

## 泉質
- 単純炭酸泉
  - 源泉温度は18度。

## 温泉地
上田市から北東12㎞にある角間渓谷に湧く一軒宿の温泉。

## 歴史
真田一族の隠し湯という伝承が有名。また、古くから胃腸病に効く薬湯として近郷住民に親しまれてきた。
なお、一部観光旅行サイトには蓮如の発見と伝わると記載があるが、それは山ノ内温泉郷の一角にある角間温泉の方である。

## アクセス
- 公共交通
  - 北陸新幹線・上田駅 下車から真田行きバス乗車30分。その後送迎バス有。